# Hanka Kupfernagel
Hanka Kupfernagel (ur. 19 marca 1974 w Gerze) – niemiecka kolarka przełajowa, torowa i szosowa. Wielokrotna medalistka przełajowych i szosowych mistrzostw świata oraz dwukrotna zdobywczyni Pucharu Świata w kolarstwie przełajowym.

## Kariera
Pierwszy sukces w karierze Hanka Kupfernagel osiągnęła w 1991 roku, kiedy zdobyła srebrny medal w indywidualnym wyścigu na dochodzenie podczas torowych mistrzostw świata juniorów. Rok później w tej samej konkurencji była już najlepsza, zdobyła także złoty medal w wyścigu ze startu wspólnego na szosowych MŚJ. Pierwszy medal w kategorii elite zdobyła w 1998 roku: na szosowych mistrzostwach świata w Valkenburgu była trzecia zarówno w wyścigu ze startu wspólnego jak i w jeździe na czas. W sezonie 1999 była druga w klasyfikacji generalnej Pucharu Świata w kolarstwie szosowym, przegrywając tylko z Anną Millward z Australii. Kolejne dwa medale zdobyła w 2000 roku: najpierw zwyciężyła na przełajowych mistrzostwach świata w Sint-Michielsgastel, a następnie była druga za Leontien van Moorsel w wyścigu ze startu wspólnego podczas igrzysk olimpijskich w Sydney. Mistrzynią świata w kolarstwie przełajowym została jeszcze trzykrotnie, na MŚ w Taborze (2001), MŚ w Sankt Wendel (2005) oraz MŚ w Treviso (2008). Ponadto na MŚ w Zolder (2002), MŚ w Monopoli (2003), MŚ w Zeddam (2006), MŚ w Hoogerheide (2009) i MŚ w Tabor (2010) zdobywała srebrne medale, a podczas MŚ w Pont-Château (2004) była trzecia. W międzyczasie zdobyła złoty medal w indywidualnej jeździe na czas podczas szosowych mistrzostw świata w Stuttgarcie, gdzie wyprzedziła bezpośrednio Kristin Armstrong z USA oraz reprezentującą Austrię Christiane Soeder. W sezonach 2003/2004 i 2008/2009 Kupfernagel zwyciężała w klasyfikacji generalnej Pucharu Świata w kolarstwie przełajowym. Startowała również na igrzyskach olimpijskich w Pekinie w 2008 roku, ale w jeździe na czas była jedenasta, a w wyścigu ze startu wspólnego zajęła dopiero 39. miejsce.

## Najważniejsze osiągnięcia

### Igrzyska olimpijskie
| Olimpiada   | Miejsce | Rok  | Konkurencja           | Rezultat |
| ----------- | ------- | ---- | --------------------- | -------- |
| Sydney 2000 | Sydney  | 2000 | wyścig ind. na szosie | Srebro   |

### Mistrzostwa świata na szosie
- 1998 – 3. miejsce (ind. ze startu wspólnego), 3. miejsce (jazda na czas)
- 2007 – 1. miejsce (jazda na czas)

### Mistrzostwa świata w przełajach
- 2000 – 1. miejsce
- 2001 – 1. miejsce
- 2002 – 2. miejsce
- 2003 – 2. miejsce
- 2004 – 3. miejsce
- 2005 – 1. miejsce
- 2006 – 2. miejsce
- 2008 – 1. miejsce
- 2009 – 2. miejsce
- 2010 – 2. miejsce